# Saccharina
Saccharina es un género de algas kelp que incluye unas 20 especies de tamaño importante. El nombre deriva de azúcar (sacarina), pues suele tener sabor dulce. Una raza de ovejas aprecian su sabor y se alimentan de ellas en las islas Orcadas. Se extienden principalmente en los mares fríos del norte del Atlántico y del Pacífico, pero también se encuentran en el Mediterráneo y Brasil.
En Japón y China hay un alimento popular llamado kombu (Saccharina japonica).